# Rhinagrion philippinum
Rhinagrion philippinum – gatunek ważki z rodziny Philosinidae. Endemit Filipin; szeroko rozprzestrzeniony – stwierdzono go na wyspach Bohol, Catanduanes, Cebu, Leyte, Luzon, Masbate, Mindoro, Polillo i Samar.